# Marco Polo Cycling Donckers Koffie
Das Marco Polo Cycling Donckers Koffie ist ein ehemaliges äthiopisches Radsportteam mit Sitz in den Niederlanden.
Die Mannschaft besaß seit 2005 eine Lizenz als Continental Team und nahm bis zum Ablauf der Saison 2011 hauptsächlich an Rennen der UCI Asia Tour teil. Manager ist Gudo Kramer. Ihm stehen Remko Kramer, Edward De Weerdt, Gilbert De Weerdt und Rudi Dubois als Sportlicher Leiter zur Seite. Seit November 2006 besteht eine Kooperation mit dem US-amerikanischen ProTeam Discovery Channel, das sich jedoch Ende der Saison 2007 auflöste. Der erste Fahrer, der zum ProTeam wechselte, war der Chinese Fuyu Li. Das Continental Team fuhr bis Ende der Saison 2006 unter dem Namen Marco Polo Cycling Team, 2007 als Discovery Channel-Marco Polo, 2008 bis 2009 als Trek-Marco Polo und 2010 bis 2011 als Marco Polo Cycling Team.
Für die Saison 2012 verpflichtete das Team einige äthiopische Fahrer mit dem Anspruch, den Radsport in diesem Land zu entwickeln. Aufgrund der Mehrzahl äthiopischer Fahrer wurde das Team auch als erstes äthiopisches Continental Team registriert Es soll vor allem Rennen in den Niederlanden, Belgien, Deutschland, Südeuropa, Afrika und Asien bestreiten. Bekanntester Fahrer war der ehemalige Tour-de-France-Etappensieger Léon van Bon. Als zweiter Namenssponsor wurde Donckers Koffie gewonnen, wodurch das Team auf 19 Fahrer erweitert werden konnte und nun auch ein umfangreiches europäisches Rennprogramm bestreiten wird.
Seit 2013 besitzt das Team keine UCI-Lizenz mehr.

## Saison 2012

### Abgänge – Zugänge
| Zugänge               | Team 2011                   | Abgänge         | Team 2012                               |
| --------------------- | --------------------------- | --------------- | --------------------------------------- |
| Matthias Van Mechelen | Donckers Koffie-Jelly Belly | Yandong Xing    | MAX Success Sports                      |
| Matt Green            | Cinelli-Down Under (2009)   | Sea Keong Loh   | OCBC Singapore Continental Cycling Team |
| Alem Abebe            | Neoprofi                    | Jason Christie  | Team Differdange-Magic-SportFood.de     |
| Rubén Abello          | Neoprofi                    | Lijun Bai       | Unbekannt                               |
| Shane Archbold        | Neoprofi                    | Hailong Ma      | Unbekannt                               |
| Chris Bartlett        | Neoprofi                    | Tristan Marguet | Unbekannt                               |
| Binyam Bekele         | Neoprofi                    | Nick Mitchell   | Unbekannt                               |
| Kbrom Giday           | Neoprofi                    | Pavel Stuchlik  | Unbekannt                               |
| Edward Greene         | Neoprofi                    |                 |                                         |
| Yirga Kinfe           | Neoprofi                    |                 |                                         |
| Christopher Macic     | Neoprofi                    |                 |                                         |

### Mannschaft
| Name                    | Geburtstag         | Nationalität           | Team 2013             |
| ----------------------- | ------------------ | ---------------------- | --------------------- |
| Alem Abebe              | 15. November 1990  | Äthiopien              |                       |
| Rubén Abello            | 19. April 1976     | Spanien                |                       |
| Daniel Abraham          | 11. Februar 1985   | Eritrea                | CCN Cycling Team      |
| Shane Archbold          | 2. Februar 1989    | Neuseeland             | An Post-ChainReaction |
| Chris Barlett           | 12. August 1986    | Vereinigtes Königreich |                       |
| Binyam Bekele           | 18. September 1987 | Äthiopien              |                       |
| Solomon Bitew           | 13. Juli 1987      | Äthiopien              |                       |
| Léon van Bon            | 28. Januar 1972    | Niederlande            |                       |
| Sven De Weerdt          | 29. März 1978      | Belgien                | CCN Cycling Team      |
| Estifanos Gebresilassie | 18. Februar 1988   | Äthiopien              |                       |
| Kbrom Giday             | 19. Februar 1989   | Äthiopien              |                       |
| Matt Grenn              | 2. Oktober 1988    | Vereinigtes Königreich |                       |
| Edward Greene           | 26. November 1990  | Südafrika              |                       |
| Yirga Kinfe             | 19. Februar 1988   | Äthiopien              |                       |
| Jan Kuyckx              | 20. Mai 1979       | Belgien                |                       |
| Christopher Macic       | 1. August 1988     | Neuseeland             |                       |
| Matthé Pronk            | 1. Juli 1974       | Niederlande            |                       |
| Marc Ryan               | 14. Oktober 1982   | Neuseeland             |                       |
| Matthias Van Mechelen   | 23. Februar 1988   | Belgien                |                       |
| Stagiaires              | Stagiaires         | Nationalität           | Nationalität          |
| Cameron Karwowski       | Cameron Karwowski  | Neuseeland             |                       |

## Saison 2009

### Erfolge in des UCI Continental Circuits
In den Rennen des UCI Continental Circuits gelangen die nachstehenden Erfolge.
| Datum    | Rennen                                                 | Kat. | Sieger         |
| -------- | ------------------------------------------------------ | ---- | -------------- |
| 12. März | Südafrikanische Meisterschaft – Einzelzeitfahren       | CN   | Jacobus Venter |
| 12. März | Südafrikanische Meisterschaft – Einzelzeitfahren (U23) | CN   | Jacobus Venter |
| 8. April | 5. Etappe Tour of Thailand                             | 2.2  | James Spragg   |
| 12. Juni | 8. Etappe Tour de Korea                                | 2.2  | Léon van Bon   |
|          | Chinesische Meisterschaft – Einzelzeitfahren           | CN   | Fuyu Li        |

## Ehemalige Fahrer
- Wong Kam Po (2003)
- Kai Tsun Lam (2003)
- Nathan Dahlberg (2003–2004)
- Maarten Tjallingii (2003–2005)
- Robin Reid (2003–2007)
- Dschamsrangiin Öldsii-Orschich (2003–2007)
- Pol Nabben (2007)
- Sergei Kudenzow (2006–2008)
- Rudi van Houts (2007–2008)
- Jai Crawford (2008)
- Alban Lakata (2008)
- Fuyu Li (2005–2006; 2008–2009)
- Bart Brentjens (2008–2009)
- Jacques Janse van Rensburg (2009)
- Jacobus Venter (2009)
- Léon van Bon (2008–2012)
- Tristan Marguet (2011)

## Platzierungen in UCI-Ranglisten
UCI Africa Tour
| Saison | Mannschaftswertung | Fahrerwertung                  |
| ------ | ------------------ | ------------------------------ |
| 2005   |                    |                                |
| 2006   | 7.                 |                                |
| 2007   |                    |                                |
| 2008   |                    |                                |
| 2009   | 14.                | Jacobus Venter (57.)           |
| 2010   | -                  | -                              |
| 2011   | 20.                | Estifanos Gebresilassie (170.) |
| 2012   | -                  | -                              |

UCI Asia Tour
| Saison | Mannschaftswertung | Fahrerwertung                        |
| ------ | ------------------ | ------------------------------------ |
| 2005   | 7.                 | Dschamsrangiin Öldsii-Orschich (21.) |
| 2006   | 4.                 | Fuyu Li (23.)                        |
| 2007   | 8.                 | Dschamsrangiin Öldsii-Orschich (35.) |
| 2008   | 5.                 | Sergei Kudenzow (20.)                |
| 2009   | 27.                | Jacques Janse van Rensburg (101.)    |
| 2010   | 36.                | Brad Hall (95.)                      |
| 2011   | 57.                | Estifanos Gebresilassie (240.)       |
| 2012   | -                  | -                                    |

UCI Europe Tour
| Saison | Mannschaftswertung | Fahrerwertung         |
| ------ | ------------------ | --------------------- |
| 2009   | 110.               | Jacobus Venter (546.) |
| 2010   | -                  | -                     |
| 2011   | 106.               | Jason Christie (878.) |
| 2012   | 122.               | Marc Ryan (1031.)     |

UCI Oceania Tour
| Saison | Mannschaftswertung | Fahrerwertung        |
| ------ | ------------------ | -------------------- |
| 2005   |                    |                      |
| 2006   | 9.                 |                      |
| 2007   | 19.                |                      |
| 2008   | -                  | -                    |
| 2009   | -                  | -                    |
| 2010   | -                  | -                    |
| 2011   | 12.                | Jason Christie (36.) |
| 2012   | -                  | -                    |